# کریستینا یانگ
کریستینا یانگ (به انگلیسی: Cristina Yang) یکی از شخصیت‌های اصلی سریال آناتومی گری است و ساندرا اوه این نقش را ایفا کرده‌است.